# Mike Carr
Michael Anthony 'Mike' Carr (South Shields, 7 december 1937 – 22 september 2017) was een Amerikaanse jazzorganist, pianist en vibrafonist.

## Biografie
Mike Carr was de jongere broer van trompettist Ian Carr. Hij leerde een beetje piano op school, maar was eigenlijk autodidact. Samen met zijn broer speelde hij halverwege de jaren 1950 in een jazzband op King's College in Newcastle upon Tyne. Na zijn legerdienst werkte hij eerst als vertegenwoordiger en leidde hij zijn eigen kwartet, dat vervolgens met zijn broer de EmCee Five werd. Vanaf 1960 werkte hij met deze band, waartoe aanvankelijk Ronnie Stephenson behoorde, als jazzorganist in de regio Newcastle. In 1962 verhuisde hij naar Londen, van 1963 tot 1965 trad hij op in Afrika. Daarna speelde hij in de band Nighttimers van Herbie Goin. Vanaf 1967 had hij zijn eigen trio, waartoe John McLaughlin behoorde. Hij speelde in de Jazz Club van Ronnie Scott en begeleidde musici als Coleman Hawkins, Don Byas, Dizzy Gillespie, Illinois Jacquet, Eddie Lockjaw Davis, Kenny Clarke en Jimmy Witherspoon. Van 1968 tot 1969 speelde hij in het Portugese Quinteto Académico, waarmee hij o.a. optrad met Amália Rodrigues in Hotel Polana in Mozambique. Carr werkte samen met Scott in de jaren 1970 en 1980 en met zijn eigen formaties met Dick Morrissey en Tony Coe. In 1998 begeleidde hij zangeres Irene Reid met zijn kwartet op het Le Jardin Jazz Festival in Bayonne. Hij wordt beschouwd als de vernieuwer van het spel op het hammondorgel. Vanaf 2002 trad hij op met zijn Blue Note Quartet, dat in 2007 bestond uit trompettist Steve Fishwick, bassist Osian Roberts en drummer Spike Wells. In 2010 nam hij het album That’s Entertainment op in een duo met Jim Mullen.

## Overlijden
Mike Carr overleed in september 2017 op 79-jarige leeftijd.

## Discografie
- Bebop from the East Coast 1960/1962 (Birdland) met Ian Carr, John McLaughlin, Gary Cox
- Good Times and the Blues (Cargogold, 1993) met Dick Morrissey, Jim Mullen, Mark Taylor